# Hoffnungskirche (Berlin-Pankow)

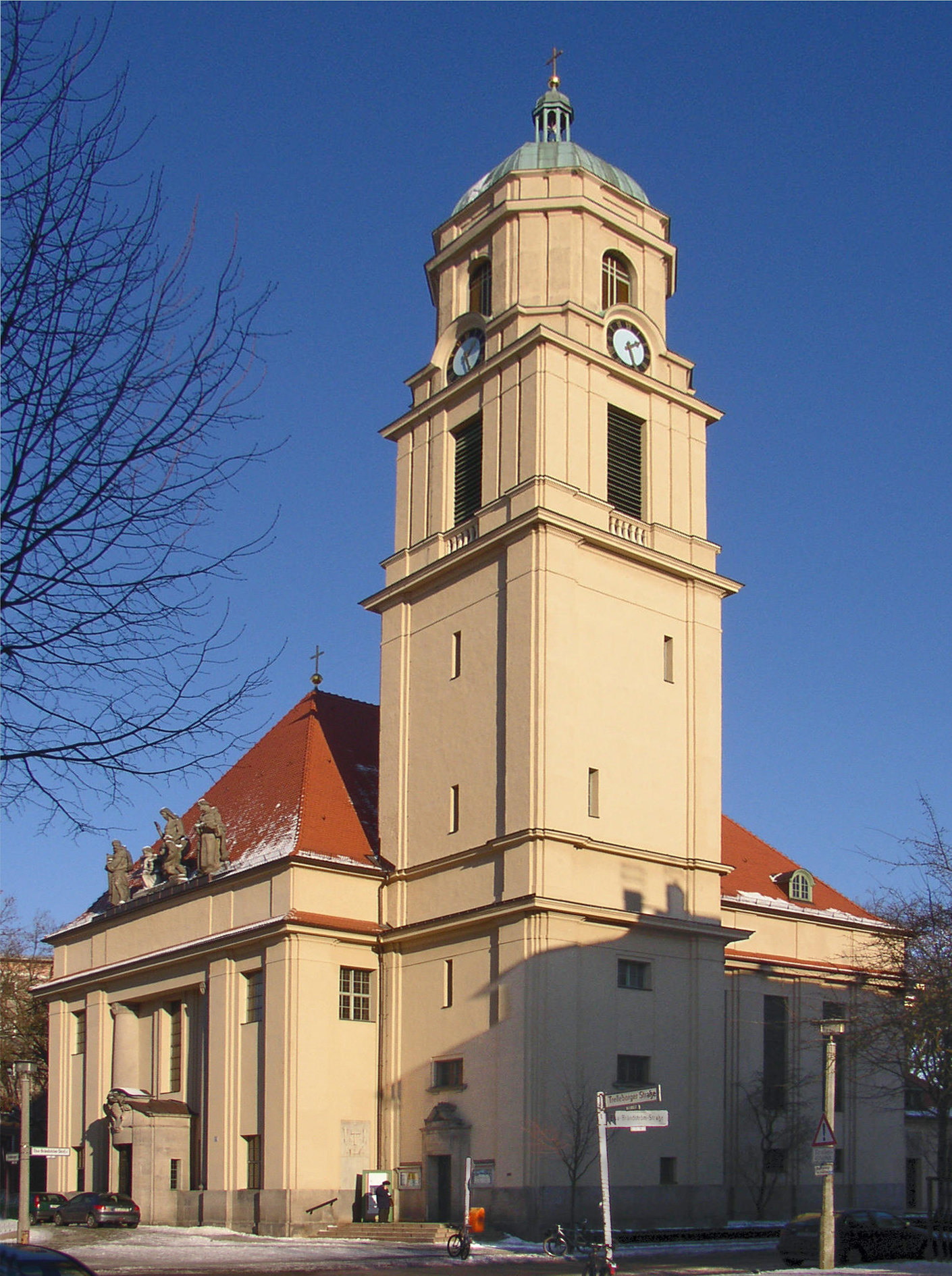
Hoffnungskirche

Die evangelische Hoffnungskirche im Berliner Ortsteil Pankow, Elsa-Brändström-Straße 33–36 Ecke Trelleborger Straße 66, wurde von einer Künstlergruppe unter Leitung des Architekten Walter Koeppen errichtet. Die Einweihung fand am 12. September 1913 statt.

## Gebäude

### Kirchenschiff

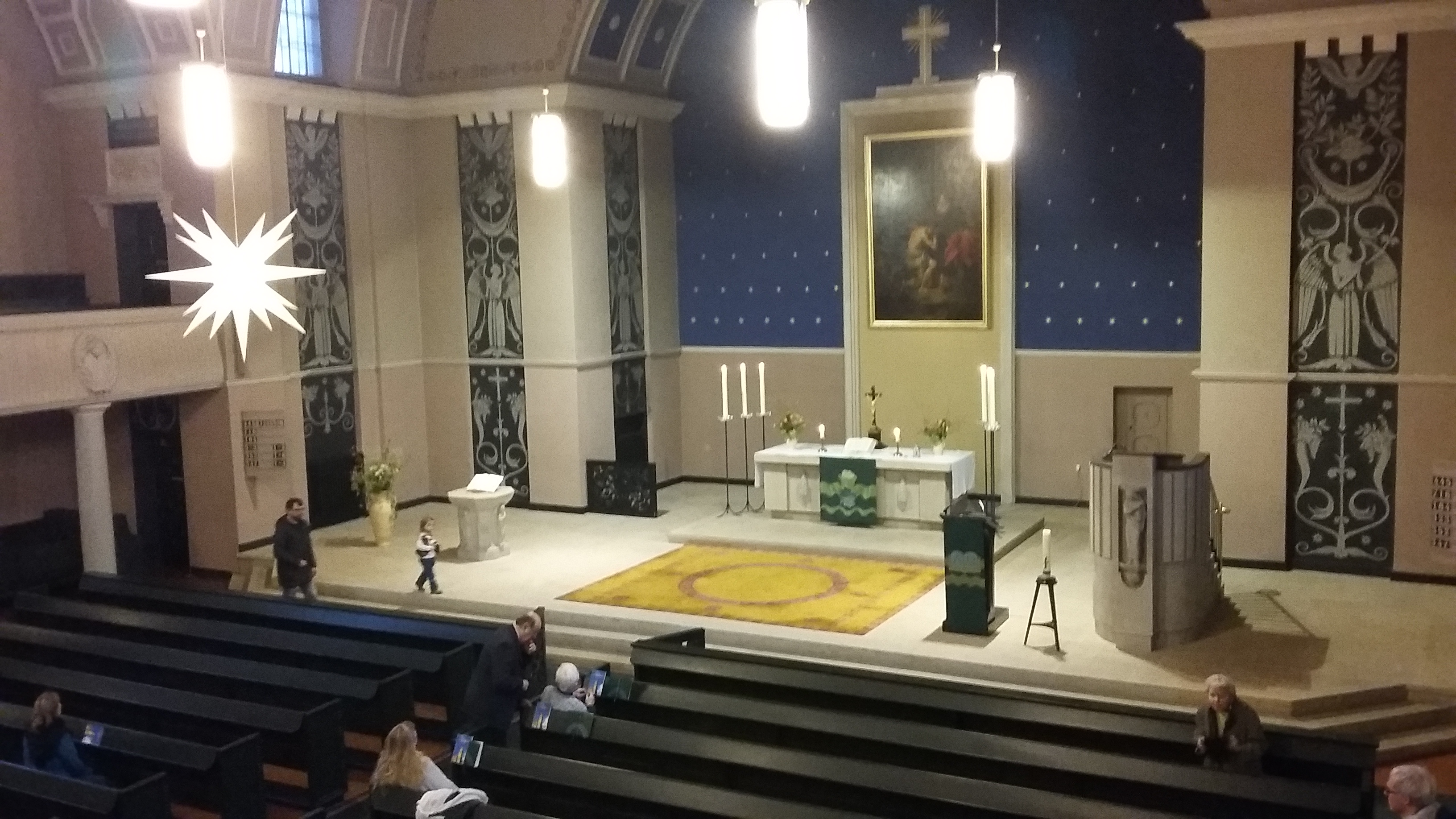
Altarapsis

Die Kirche ist ein verputzter Mauerwerksbau, dessen Fundament auf Eichenpfählen steht. In ihrer neoklassizistischen Monumentalität lehnt sie sich an die Berliner Sakralarchitektur des 18. Jahrhunderts an. Es lassen sich aber auch Elemente des Barock und des Zopfstils ausmachen. Die Fronten sind durch kolossale Pilaster gegliedert. Das Dach ist wie bei einer Pagode gestaltet. Über einem Dachgesims befindet sich eine Attika, darüber erhebt sich ein hohes Walmdach. Über dem westlichen Hauptportal stehen Skulpturen aus Sandstein auf der Attika, zwei Engel inmitten des segnenden Christus. Der Baustil unterscheidet sich von den damals herkömmlichen neugotischen Backsteinkirchen in Berlin. Das Wiesbadener Programm von 1890 forderte eine Abkehr vom historisierenden Baustil, um eine wirksame liturgische Beteiligung der Gemeinde zu ermöglichen. Im Kern war dies eine Abkehr von einem Langhaus hin zu einem Zentralbau. Der Grundriss hat die Form eines griechischen Kreuzes, das nach Osten zum Altar und nach Westen zur Orgel gleichmäßig verlängert ist. Drei Seiten des Innenraums sind von massiven Emporen auf je vier Säulen umgeben. In Längsrichtung der Innenraum mit einem kassettierten Tonnengewölbe versehen, in das die Tonnengewölbe der kurzen Querarme einschneiden. Der auf diese Weise künstlerisch abgebildete Weltraum vereint die Gemeinde und schließt sie zusammen. So entsteht besonders bei gut besuchten Gottesdiensten ein besonderes Gefühl der Verbundenheit untereinander.

### Turm
Das Straßenbild wird durch den an der Südwestseite angefügten Turm beherrscht. Seine Gestaltung lehnt sich an die Garnisonkirche in Potsdam an. Er ist in mehrere Geschosse gegliedert. Über den Klangarkaden der Glockenstube befinden sich die Turmuhren. Der achtseitige Aufsatz ist mit einer Haube bedeckt, die von einer Laterne gekrönt ist.

## Ausstattung

### Ausmalung

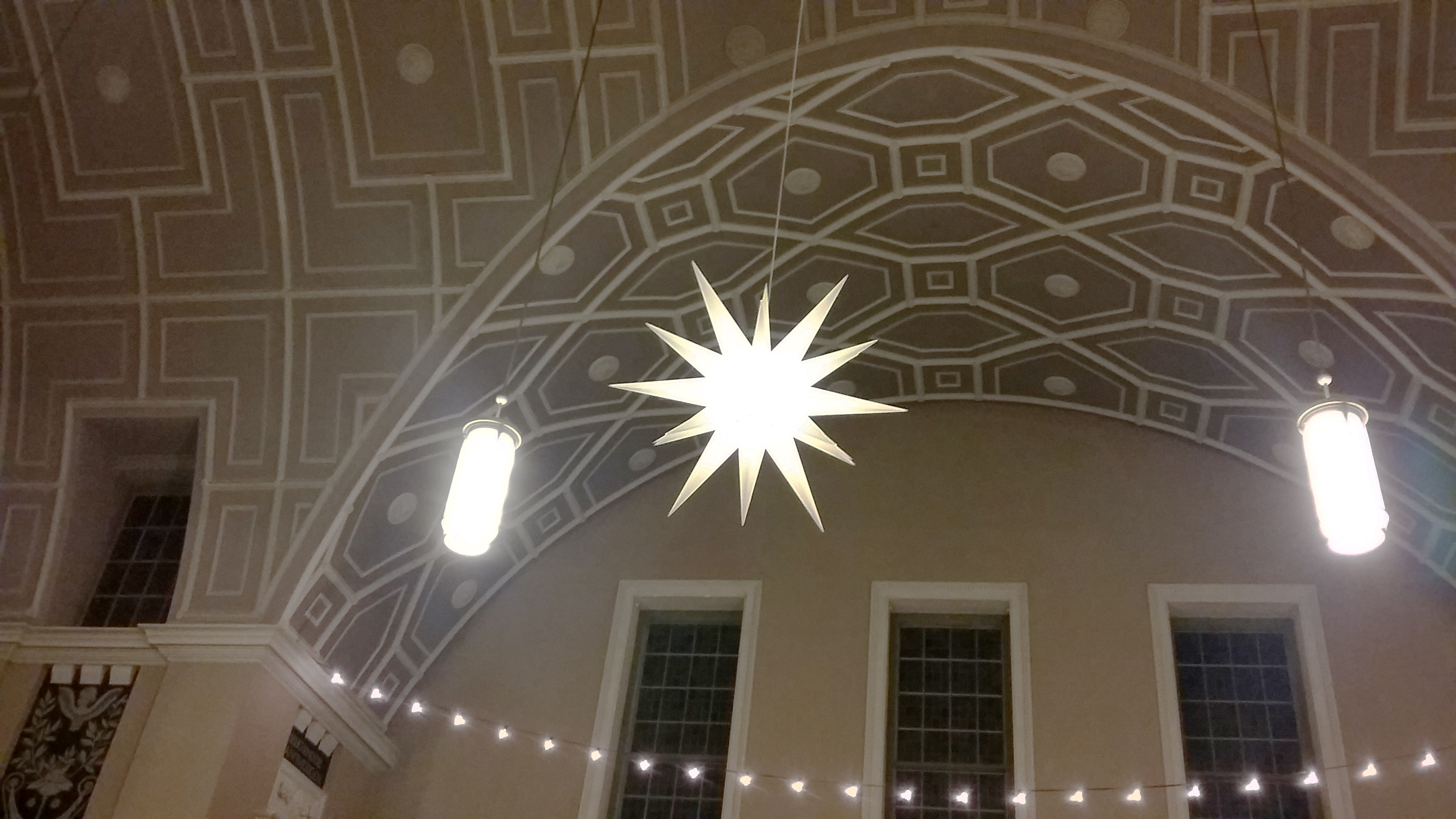
Gewölbe

Im Inneren ist sie mit der unverwechselbaren Formensprache und Farbgebung eines der bedeutendsten sakralen Bauwerke des späten Jugendstils in Berlin. Die Eingänge haben grelle Farben – der wichtigste ist in violett gehalten. Dazu kontrastieren die Mondlichtfarben; im Kircheninneren die Farben Rosé, Flieder, Stuck und Lichtgrau. Diese wiederum stehen in einem farblichen Dialog mit schwarzen Vertikalen, in denen sich kunstvolle Grisaille-Malereien befinden und der königsblauen Altarwand mit einem Sternenhimmel.
Das wichtige Motiv des Jugendstils, die alles beherrschende Frau, erscheint sakral abgewandelt in vielen Engelsgestalten der Kirche wieder. Die meisten der insgesamt 36 Engel sind in zum Teil sehr aufwendigen Techniken gemalt, einige sind aus Stein gestaltet.

### Altar und Kanzel
In der Altarnische befand sich ursprünglich ein Kanzelaltar, der 1962–1964 entfernt wurde. Die Kanzel fand in reduzierter Form einen neuen Platz. Bei der Restaurierung 1985–1987 wurde versucht, den Zustand aus der Erbauungszeit wiederherzustellen. Die Altarnische ließ sich in ihrer alten Gestalt nicht rekonstruieren. An der Ostwand wurde das Gemälde Die Heimkehr des verlorenen Sohnes von Bernhard Rode angebracht.

### Orgel

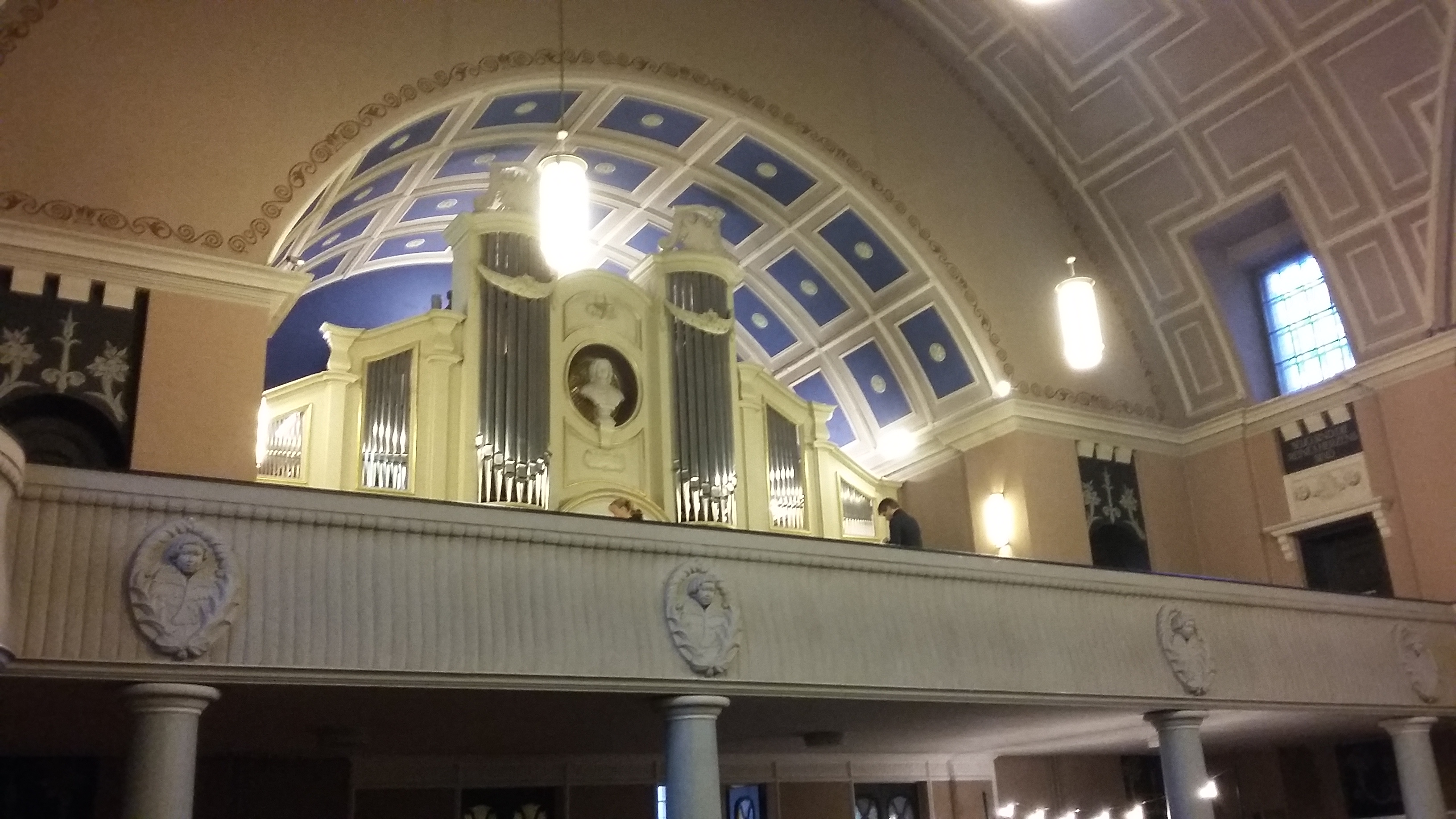
Blick auf die Orgel

Von der Ausstattung der Erbauungszeit blieb der geschwungene Orgelprospekt erhalten. Im Mittelpunkt, vor dunklem Hintergrund, erscheint die Büste Johann Sebastian Bachs. Die erste Orgel stammte von der Firma Sauer. Sie hatte anfangs 29 Register, zwei Manuale und ein Pedal. Sie wurde mehrfach umgebaut und erweitert. Außerdem hat die Kirche ein fahrbares Positiv.

## Konzert der Toten Hosen am 9. April 1988
Der in West-Berlin lebende Musikproduzent Mark Reeder suchte nach einem ersten Untergrund-Konzert der Toten Hosen in der Erlöserkirche in Berlin-Rummelsburg vom 27. März 1983 eine geeignete Fortsetzung. Fünf Jahre nach diesem Auftritt war nicht nur die DDR offener, deren Gesellschaft vielfältiger geworden, auch war aus dem einstigen Underground-Geheimtipp aus Düsseldorf mittlerweile eine der bekanntesten Punk-Bands Deutschlands geworden. Die Pläne waren der Staatssicherheit daher nicht verborgen geblieben. Das Freiluft-Konzert fand im Hof der Kirche statt. Als Vorband spielte die einheimische Punk-Formation Die Vision, deren Sänger, Uwe Niels von Geyer, später beschuldigt wurde, für die Staatssicherheit gespitzelt und den Auftritt verraten zu haben. Die Toten Hosen spielten im Anschluss für etwa eine Stunde vor zunächst 80 Zuschauern, eine Zahl, die gegen Ende auf etwa 200 anwuchs.